# Сукурс, Эдгар
Эдгар Сукурс (латыш. Edgars Sukurs; 20 сентября 1928 — 15 февраля 2009) — латвийский и советский театральный актёр. Заслуженный артист Латвийской ССР (1974).

## Биография
Был принят в труппу главным режиссёром Валмиерского театра Жанисом Винкалнсом (1947). До этого имел некоторый опыт работы актёра в постановках любительских спектаклей и занятиях в танцевальном коллективе.
Первое время брал уроки актёрского мастерства у режиссёра Петериса Луциса. С 1954 года член Союза театральных деятелей Латвии.
Заслуженный артист Латвийской ССР (1974). Удостоен памятной медали Эвалда Валтерса за полувековое служение искусству (1998) и почётной награды Валмиерского драматического театра за многолетние творческие достижения (2002).
Был женат на своей коллеге, актрисе Валмиерского театра Астре Баумане-Сукуре. Дочь — актриса Тереза Ласмане.
Похоронен в Валмиере на кладбище Коцену.

## Театральные работы

#### Валмиерский драматический театр
- 1947 — «Платон Кречет» Александра Корнейчука — Стёпа
- 1955 — «Мать своих детей» Александра Афиногенова — Илья
- 1960 — «Ради своих ближних» Виктора Лаврентьева — Ушаков
- 2000 — «Дети солнца» Максима Горького — Егор
- 2005 — «Том Сойер» Марка Твена — Священник
- 2006 — «Идиот» по роману Ф. М. Достоевского — генерал Иволгин

## Фильмография
- 1972 — Слуги дьявола на Чёртовой мельнице
- 1975 — В клешнях чёрного рака
- 1983 — Оборотень Том — охотник
- 1986 — Свечка, яркая как солнце — тракторист
- 1988 — О любви говорить не будем — крёстный
- 2003 — Питон